# Wigton
Wigton – miasto i civil parish w Anglii, w Kumbrii, w dystrykcie (unitary authority) Cumberland. Leży 16 km na południowy zachód od miasta Carlisle i 420 km na północny zachód od Londynu. W 2011 roku civil parish liczyła 5831 mieszkańców.